# كتابة عثمانية (صومالية)
الكتابة العثمانية (بالصومالية: Farta Cismaanya)‏ هي نظام كتابة للغة الصومالية أنشأه عام 1920 المفكر والكاتب الصومالي عثمان يوسف كينديد، تشتمل على 41 حرفا وتكتب من اليسار إلى اليمين.